# П'янкастаньяйо

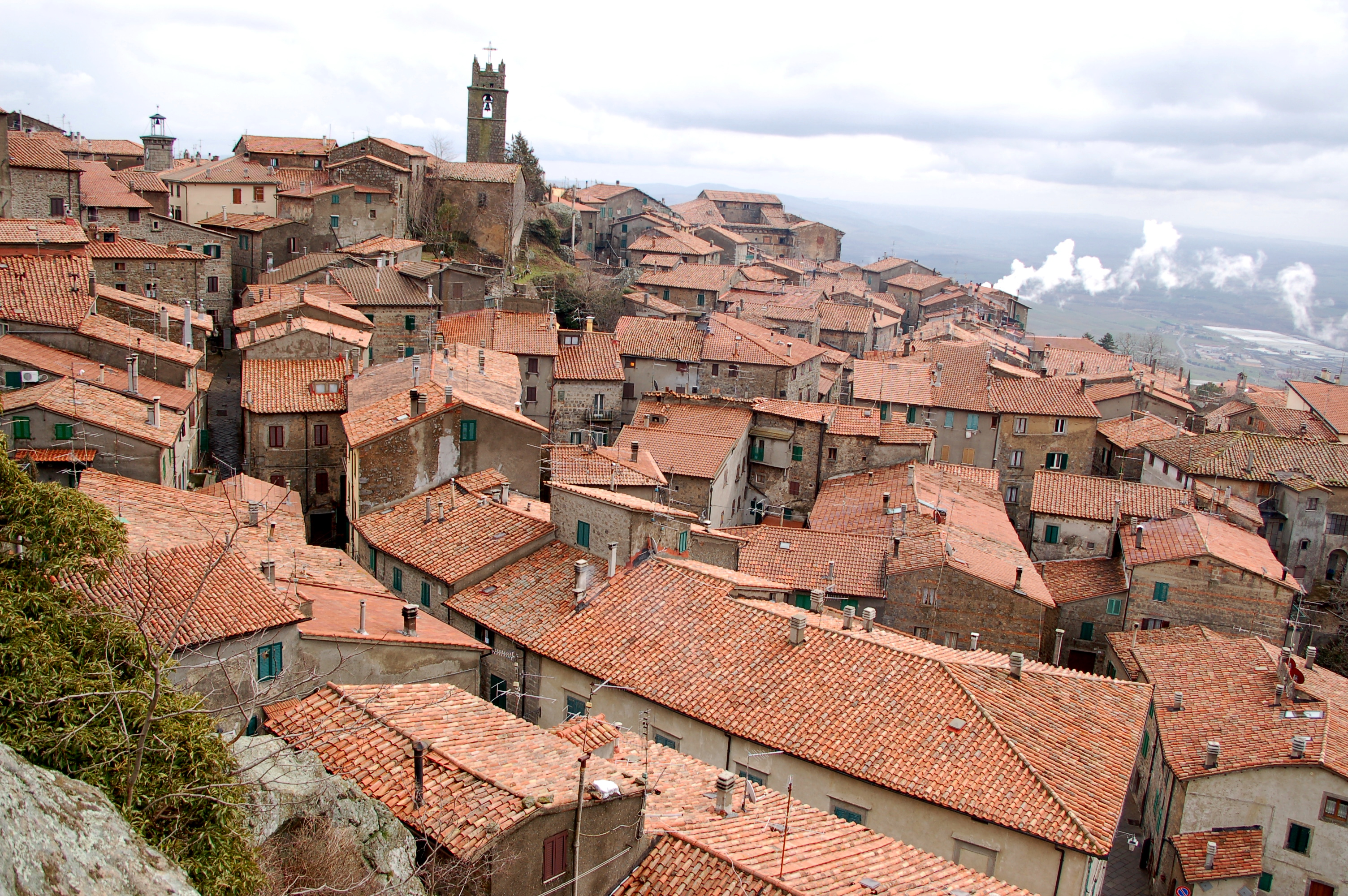

П'янкастаньяйо (італ. Piancastagnaio) — муніципалітет в Італії, у регіоні Тоскана, провінція Сієна.
П'янкастаньяйо розташовані на відстані близько 125 км на північний захід від Рима, 110 км на південь від Флоренції, 65 км на південний схід від Сієни.
Населення — 4276 осіб (2014).

## Демографія
Населення за роками:

Станом на 1 січня 2023 року в муніципалітеті офіційно проживали 432 іноземці з 37 країн, серед них 240 громадян країн Євросоюзу та 16 громадян України.

## Сусідні муніципалітети
- Аббадія-Сан-Сальваторе
- Кастелл'Аццара
- Прочено
- Сан-Кашано-дей-Баньї
- Санта-Фйора